# Hahnenbühl (Ottobeuren)
Hahnenbühl ist ein Ortsteil des oberschwäbischen Marktes Ottobeuren im Landkreis Unterallgäu.

## Geografie
Hahnenbühl liegt etwa fünf Kilometer südöstlich von Ottobeuren. Die Einöde ist durch die Kreisstraße MN 31 mit dem Hauptort verbunden.

## Geschichte
Hahnenbühl ist um 1820 entstanden. Die Einöde erhielt ihren Namen von einem bereits 1453 erwähnten Flurstück.